# Auguste-Henri Forel

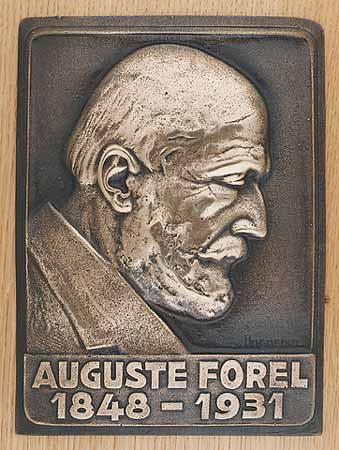
Forel arcképe plaketten

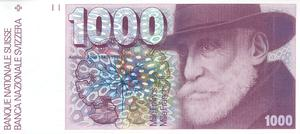
Forel képe a svájci 1000 frankos bankjegyen

Auguste-Henri Forel (Morges, Vaud kanton, 1848. szeptember 1. – Yvorne, Vaud kanton, 1931. július 27.) svájci pszichiáter, elmegyógyász, amatőr rovartankutató. Zoológiai szakmunkákban nevének rövidítése: „Forel”.
A svájci tudományok egyik leghíresebb és országában az egyik legnagyobb tekintélynek örvendő tudósa, az 1976 és 1985 között kinyomtatott svájci 1000 frankos bankjegyen az ő képmása szerepel. Támogatta az alkoholos italok betiltását és ismert volt pacifista nézeteiről, emellett komolyabb tanulmányokat jelentetett meg a hangyák életével kapcsolatban. Több műve a múlt század elején magyar nyelven is megjelent.

## Élete
Forel a Genfi-tó partján, Morges-ben született. Már nagyon fiatal korában foglalkoztatta a rovarok, különösen a hangyák élete, 11 éves korában Huber Alfons híres munkáját a hangyák viselkedéséről szólót, mint egy bibliát, úgy olvasgatta. Amikor 14 éves lett, középfokú tanulmányait Lausanne-ban a kantoni középfokú iskolában kezdte el, majd ennek elvégzése után a Zürichi Egyetemre ment, 1866-ban. Mellette azonban folytatta a hangyák vizsgálatát is, tanulmányokat írt és a svájci Rovartani Társaság tagja lett.
A Zürichi Egyetemen Bernard Alois von Gudden tanítványa volt, pszichiátriát tanult, de a természettudományi ismereteit sem hanyagolta el, barátja lett a híres botanikus és őslénytani kutató, Oswald Heer is. Forel 1866 és 1871 között volt a zürichi egyetem hallgatója. Diplomamunkájának megírása előtt 1871–1872 telén Bécsben tartózkodott, és neuroanatómiai munkákkal foglalkozott. Megírta diplomamunkáját az emlősök agyvelejéről, Theodore Hermann Meynert irányítása alatt.
Meynert sohasem értett egyet ezzel a diplomamunkájával, ezért Forel sikertelenül próbálta megszerezni a kantoni orvosi vizsgát Lausanne-ban 1872-ben. A következő néhány hónapban Svájcban utazgatott, különböző tanulmányokat folytatott a svájci hangyák viselkedéséről. 1873-ban Münchenbe ment, a Ludwig-Maximilians egyetemre, asszisztense lett Bernard Aloys von Guddennek, ahol az agyvelő tanulmányozása került érdeklődésének központjába. Tanulmányait az agyra, és az agy központjaira összpontosította, egyik fő tudósává vált az idegrendszer mikroszkopikus anatómiájának.
1875-ben, Forel feltérképezte az agy részeit, ezeket a tanulmányait már zürichi pszichiáter professzorként szövegezte meg önállóan. Jelentős tanulmánya az agyi idegek, mint a háromosztatú ideg leírása, valamint a hipotalamusz egyik részének (nucleus hypothalamicus) pontos leírása, melyet őutána Campus Foreli-nek neveznek. Ezt a tanulmányt 1877-ben publikálta. 1877-ben megkapta docensi kinevezését.
1878-ban a másik területen, a hangyák kutatásai során tanulmányútra indult több országba, elsőként Kolumbiába, de hamarosan abbahagyta kutatómunkáját a Virgin-szigeteki St. Thomasban, mert barátja, Steinheil váratlanul meghalt. Barátja halála és visszaérkezte után munkájában visszatért a pszichiátria felé és 1879-ben a zürichi egyetem kinevezett elmekórtani professzora lett, valamint a zürichi elmegyógyintézetnek, a Burghölzlinek az igazgatója. 1882-ben összeházasodott Emma Steinheillel, elhunyt barátjának testvérével.
1885-ben fedezte fel a hallóideget az agyvelőben. (Nervus acusticus) 1887-ben publikálta egyik legfontosabb munkáját, az idegrendszerrel kapcsolatban, melyben leírta az idegsejtek működését az agyban. Ez a munkája patológiai és gyakorlati bizonyítékokon alapult. 1889-ben az alkoholizmussal és annak hatásaival foglalkozott Asile d’Ellikonnal, aki ekkor a legnevesebb svájci alkoholterapeuta volt Zürich-ben, élete további részében az alkoholizmussal kapcsolatban számos írása jelent meg. Önmaga teljesen absztinens volt, tagja volt az IOGT-nek (Independent Order of Good Templars) Svájcban. 1898-ban Forel idő előtt nyugdíjba ment a Burghölzliből, és a Vaud kantoni Yverne-be költözött, továbbiakban itt élt, magánórákat adott, szociális reformok kidolgozásával, valamint a hangyák viselkedésével foglalkozott.
Hangyaszakértőként élete során Forel tanulmányozta a hangyák belső felépítését, és így egy másik fajrendszerbe, a hártyásszárnyúak rendjébe sorolta. Forel volt az első, aki leírta a hangyák viselkedését más fajok mellett, anélkül, hogy egymással bármilyen biológiai viszonyba kerülnének (ezt parabiózisnak nevezte). Hatalmas gyűjteménnyel rendelkezett a hártyásszárnyúak családjában levő rovarokból, több mint 3500 különböző példányt gyűjtött össze élete folyamán Észak- és Dél-Amerikától kezdve Afrikáig. Hangya-gyűjteménye a világ egyik legnagyobb gyűjteménye. 1923-ban adta ki ötkötetes könyvét a hangyákról, „Le Monde Social des Forimis” címmel.
A hipnózis területén folytatott tanulmányai során számtalan tanulmányt tett közzé, egyik elismert szakembere lett a területnek, de folytatott tanulmányokat és írt könyveket a higiénia területén is, 1905-ben publikálta „Die sexuelle Frage” című könyvét, amelyben olyan követeléseket fogalmaz meg, mint a szexuális büntető jogszabályok eltörlése, vagy az azonos neműek házasságkötése. Több könyve magyarul is megjelent (lásd alul).
Forel tapasztalatait nemcsak szakfolyóiratokban tette közzé, hanem a politika számára reformjavaslatokat készített, és ezeknek sürgette polgárjogba kerülését. Egyik javaslata az eugenika tanához kapcsolódott, az örökölhető tulajdonságok javítása az örökletes betegségek továbbadásának megakadályozásával, főként szellemi fogyatékosok sterilizálásával. Bár svájci szinten nem vezették, de Vaud kanton saját törvényébe iktatta (a sterilizáló műtétek 1928 és 1945 között folytak). Később ez a tan Adolf Hitler fajelméletének alapja lett, így próbálta a német vezetés legalizálni az árja faj védelmében tett intézkedéseiket.
1908-ban és 1910-ben a Good Templar-rend meghívására Budapesten járt, ahol több előadást is tartott. 1910-es Magyarországba tett látogatása során Hints Elek marosvásárhelyi főorvos, az alkoholizmus elleni mozgalom  elszánt híve kezdeményezésére a Bolyaiak városába is ellátogatott, ahol a jeles svájci tudós az alkoholizmus ártalmairól tartott előadást. 
Frorel Grossmannal alapította meg a Zeitschrift für Hypnotismus című, pszichológiai tartalmú újságot. 1912-ben Forel egy agyvérzés következtében jobb oldali bénulást kapott, de nem adta fel és 64 éves korában újra megtanult írni a bal kezével. Aktív maradt a területén egészen haláláig. 1928-ban megalapította a „Weltliga  für Sexualreform”-ot, aminek első elnökei közé választották. A Liga kiállt a nők jogi és szociális egyenlősége mellett, valamint a fogamzásgátlás és a szexuális nevelés joga, a szexuális büntető törvénykönyv reformja mellett.

## Művei magyarul
A következő művei, tanulmányai jelentek meg magyar nyelven:
- A Good-Templar rend. (Independent Order of Good Templars.) Egy társadalmi újjáalakító. Története, célja, alapelvei, szervezete és működése. Fordította ifj. babarci Schwartzer Ottó, Budapest, 1903
- Az orvosok és az alkohol, Budapest, 1906
- A nemi kérdés, Budapest, 1907
- A nemi élet erkölcstana, Budapest, 1908
- Az idegek és a szellem egészségtana ép és beteg állapotban, Budapest, 1908
- Mit akar a Good-Templar rend?, Budapest, 1910
- A huszadik század feladata a szociális egészségügy terén. Különlenyomat a »Munkásügyi Szemlé«-ből, Budapest, 1910
- Korunk kultúrtörekvései. Ford.: Fülöp Zsigmond. é. n. [1912]
- A hypnotismus vagy a suggestio és a psychotherapia. A 6. átdolgozott kiadást fordította: Herz Sándor, Losonc, 1914
- Az orvosok és az alkohol, Budapest, é. n. (Alkoholellenes Könyvek Tára-sorozat)
- Az idegrendszer betegségei, Budapest, é. n. [1920-as évek] (A Kultúra Iskolája-sorozat)